# Antonio Cánovas del Castillo

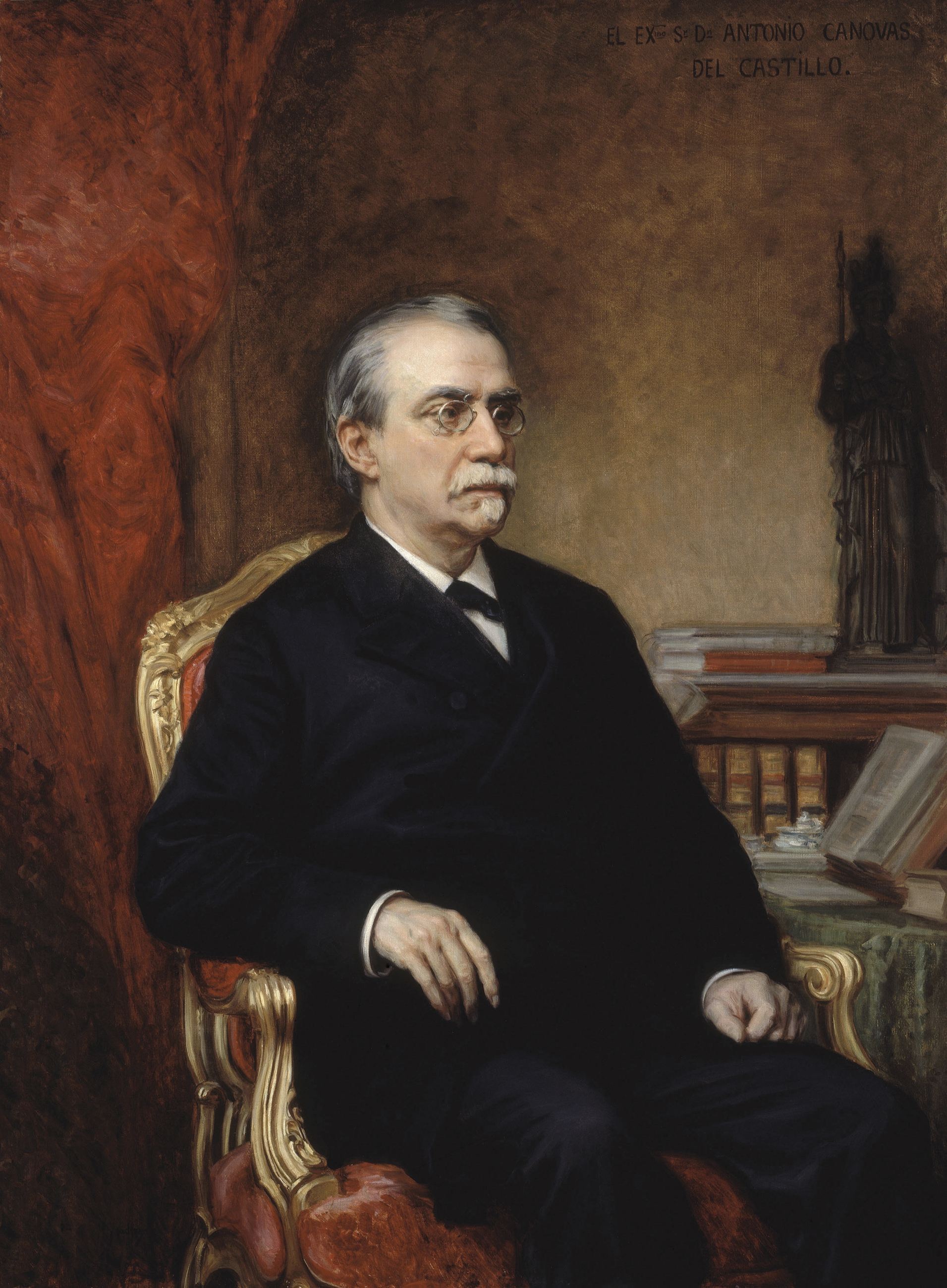
Antonio Cánovas del Castillo

Antonio Cánovas del Castillo, kallades Don Antonio ,född 8 februari 1828 i Málaga, Spanien, död (mördad) 8 augusti 1897 i Mondragón, var en spansk statsman konservativ politiker och författare. Han politiska riktning var på gränsen mellan de moderata konservativa och de liberala, men efter 1874 började hans politik att röra sig åt det konservativa, och han övertygades om kyrkans viktiga ställning i Spanien och närmade sig det klerikala partiet.

## Biografi

### Diktare, upprorsman, diplomat och politiker
Castillo studerade i Madrid och  först blev först känd genom sina dikter, som utmärkte sig genom träffande uttryck och stor fosterlandskärlek. Cánovas del Castillo började sin bana som general Henry O'Donnells närmaste man vid det spanska moderata partiets uppror 1854, och blev samma år medlem av cortes (spanska parlamentet). Han invaldes av sin födelsestad. 1854 fick han anställning i utrikesministeriet, och var 1855-1857 sändebud i Rom, därpå ståthållare i Cádiz och utnämndes 1864 till inrikesminister samt 1865 till kolonial- och finansminister. Han spelade under den här oroliga tiden i Spaniens historia en viktig roll.  

### Utvisning och ledare för monarkins återupprättande
År 1868 blev han landsförvisad av Ramón María Narváez, men återkom snart och bekämpade i konstituerande parlamentet den demokratiska författningen av 1869. 1868-1874 förde han en tillbakadragen politik. Han var sedan den ledande person i strävandena att återuppsätta bourbonerna, prins Alfons, på tronen under den första spanska republiken. Efter Martinez Campos uttalande i Sagunto övertog han 1874 presidiet i regentskapet för Alfons XII och blev, sedan denne själv övertagit regeringen, kabinettets chef, men avgick i september 1875. Han var efter dennes tronbestigning Spaniens ministerpresident fyra gånger: 1874-81, 1884-85, 1890-92 och 1895-97.

### Ledande politiker
Redan i december 1874 återtog han platsen som ministärens chef och lyckades göra slut 1876 på carlistupproret och upproret på Cuba. Efter krigets slut genomförde han 1876 Spaniens nya författning och ledde under åren efter inbördeskriget försoningsarbetet mellan parterna. I mars 1879 nedlade han åter sitt ämbete, men återtog det i december samma år. Han fick utstå häftiga angrepp för sin reaktionära politik av Sagasta och Martinez Campos och begärde avsked i februari 1881. Sagasta bildade då en liberal ministär. Castillo invaldes av Madrid åter i cortes och var där ledare av oppositionen mot Sagasta såsom chef för det konservativ-liberala partiet. Mot Posada de Herreras följande kabinett, som hade allmän rösträtt på sitt program, uppträdde han mycket kraftigt och blev efter denna regerings fall åter premiärminister den 18 januari 1884, och förklarande som sitt mål  att bevara ordning och frihet samt befästa monarkin. Han fick efter cortes upplösning majoritet för sitt parti i den nyvalda representationen. Efter Alfons XII:s  död avgick han och efterträddes 26 november 1885 åter av Sagasta, men valdes då i stället till president i deputeradekammaren. Hans bestämda avisande av förslaget om allmän rösträtt och hans anspråksfulla uppträdande skaffade honom fiender även inom hovet. Detta hindrade länge hans försök att åter komma in i regeringen. Men då Sagasta avgick i juli 1890, kallade regentinnan honom åter till chef för ministären, och han införde den av honom förut bekämpade allmänna rösträtten. Hans förhoppning var att därigenom förstärka det konservativ-klerikala elementet. Han genomdrev Spaniens övergång till skyddstullar. Till följd av oenighet i sitt eget parti måste Castillo i december 1892 åter lämna plats för ett kabinett Sagasta, men kallades 24 mars 1895 åter till konseljpresident. Han lyckades inte kuva upproren på Cuba och Filippinerna och kunde inte heller förbättra landets inre ställning. Han mördades av en italiensk anarkist, Angiolillo med ett revolverskott den 8 augusti 1897 i badorten Santa Agueda.

### Kris för de spanska kolonierna
I slutet av 1880-talet blev Cánovas utlandspolitik alltmer pressad av uppror och en amerikansk politik som urholkade landets ställning i kolonierna. av Försöket att underkuva de kubanska nationalisterna misslyckades. Den politiska och militära kampen mot den spanska kolonialmakten organiserades av José Martí. Ett högt och orättvist skattetryck och brist på möjligheter för befolkningen på Kuba att delta i politik och administration gav näring till motståndet. USA:s politiska och ekonomiska intressen, gjorde att landet uppmuntrade lokalbefolkningen att göra uppror mot kolonialmakten. Detta ledde till det spansk-amerikanska kriget 1898 och slutade med att USA:s ockupation av Kuba, Puerto Rico, Guam och Filippinerna. Spaniens förlorade sina sista betydande kolonier.

### Historiker
Cánovas del Castillo  var en god talare och ansågs också vara bildad. Han  var även en betydande historisk författare. Verket Historia de la Decadencia de España (tyska Geschichte vom Zerfall Spaniens) är ett av de mera kända. Han blev invald i Real Academia Española, Bland hans andra arbeten finns flera större historiska verk, såsom Historia del dominio austriaco en España från 1869, Academia de Ciencias Morales y Políticas (1871), Academia de Bellas Artes de San Fernando (1887), Athenaeum in Madrid (1870–74, 1882–84 och 1888–89) Estudios del reinado de Felipe IV  som utkom i 3 band 1888-1890. Han var sedan 1867 medlem av spanska akademien och sedan 1882 direktor för historiska akademien i Madrid. Under hans ledning började man 1890 ge ut en av flera författare utarbetad samling monografier under titeln Historia general de España.